# Toyota Concept-i
Toyota Concept-i – seria pojazdów koncepcyjnych z napędem elektrycznym, z systemem Human Machine Interface opartym na sztucznej inteligencji. Do komunikacji z kierowcą służy wirtualny AI Agent, zdolny prowadzić naturalną rozmowę.